# Тутси (группа)
«Тутси» — российская женская поп-группа. Изначальный состав коллектива, образовавшийся в 2004 году — это выпускницы «Фабрика звёзд-3», перешедшие к продюсеру Виктору Дробышу. Главный хит «Тутси» — ремейк песни Вики Ферш «Самый-самый». Впоследствии повторить успех этого хита так и не удалось. За 5 лет активной деятельности группа выпустила 6 видеоклипов и два альбома. С 2009 года группа стала редко появляться на ТВ, радио, выпускать новые песни. Девушки начали заниматься своими сольными проектами, группа стала давать очень редко концерты. В 2012 году группа официально прекратила существование. В 2019 году в составе — Ирина Ортман, Леся Ярославская, Маша Вебер, Наташа Ростова — «Тутси» записали сингл «Самый лучший мужчина» спустя 10 лет перерыва.

## История

### 2004—2005
Группа образовалась в 2004 году, когда выпускницы проекта «Фабрика звёзд-3», Ирина Ортман, Маша Вебер, Леся Ярославская и Анастасия Крайнова, перешли к продюсеру Виктору Дробышу. Первоначально группа задумывалась как квинтет: пятой участницей должна была стать Софья Кузьмина, но её сотрудничество с группой не сложилось. Отличительная особенность «Тутси» заключалась в том, что в коллективе не было разделения на солисток и бэк-вокалисток: вокальные партии распределялись между участницами поровну. Осенью 2004 года вышла дебютная композиция группы под названием «Самый-самый» (ремейк песни эстонской певицы Вики Ферш). Именно эта песня принесла группе популярность. 10 и 11 сентября в Москве прошли съёмки клипа под руководством режиссёра Натальи Погоничевой.
В марте 2005 года группа сняла клип на песню «Я люблю его», режиссёром которого выступил Игорь Бурлов. В том же году вышел дебютный альбом коллектива «Самый-самый». Его презентация состоялась 14 апреля в развлекательном комплексе «Метелица». Диск был встречен довольно прохладной рецензией Николая Фандеева. Он отметил, что альбом вышел «среднестатистический и достаточно серый», и что Дробыш работает с группой без особого энтузиазма. В сентябре прошли съёмки клипа на композицию «Горький шоколад», записанную при участии группы «КГБ». Режиссёром видео выступил Максим Рожков, а постановкой хореографии занимался руководитель танцевального коллектива Street Jazz Сергей Мандрик. В том же месяце «Тутси» получили две номинации на премию MTV RMA-2005: «Лучший дебют» и «Лучший поп-проект», но победу одержать не удалось. В декабре коллектив получил награду «Золотой граммофон» за песню «Самый-самый».

### 2006—2007
В начале 2006 года по причине беременности группу покинула Маша Вебер. Вскоре на её место пришла Аделина Шарипова, и вместе с ней группа записала сингл «Сама по себе». В апреле под руководством Максима Рожкова в Москве прошли съёмки видеоклипа на эту песню. Однако через несколько месяцев из-за разногласий с участницами Аделина Шарипова покинула группу. Её заменила Сабрина Гаджикаибова, участница телепроекта «Фабрика звёзд-6», музыкальным продюсером которого являлся Дробыш. В декабре группа представила видеоклип на новогоднюю композицию «Сто свечей», снятый Игорем Бурловым.
В июле 2007 года «Тутси» сняли видеоклип на песню «Чашка капучино», режиссёром которого выступил Владилен Разгулин. В сентябре в коллектив вернулась Маша Вебер и Сабрине Гаджикаибовой пришлось покинуть группу. 15 ноября в одном кафе сети «Шоколадница» состоялась презентация второго альбома «Тутси» «Капучино». Все вокальные партии в треках, записанных при участии Аделины Шариповой и Сабрины Гаджикаибовой, перепела Маша Вебер. Диск получил отрицательную рецензию пиар-агентства InterMedia; журналистка Людмила Горячева отметила, что у группы «огромные проблемы со вкусом и репертуаром», а отсутствие на диске песен Виктора Дробыша выглядит цинично, так как «продюсер, который только деньги собирает, всегда кажется Карабасом-Барабасом».

### 2008—2012: творческий кризис и распад группы
В 2008 году коллектив покинула Леся Ярославская по причине беременности. Летом по итогам кастинга на вакантное место приняли Наталью Ростову (Пыженко). Через несколько месяцев Леся вернулась в коллектив. В сентябре группа записала композицию «Может быть любовь», текст к которой написала Татьяна Иванова, а музыку — Виктор Дробыш.
С 2009 года группа стала редко появляться на ТВ, радио, выпускать новые песни и появляться на мероприятиях. В феврале 2010 года Анастасия Крайнова приняла решение покинуть группу и заняться сольной карьерой. Ирина Ортман, Олеся Ярославская и Мария Вебер также начали заниматься сольными проектами. В 2012 году группа официально прекратила существование.

### 2019: Воссоединение
В ноябре 2019 года в Instagram солисток коллектива появилась новость о воссоединении группы и записи совместного сингла «Самый лучший мужчина» в составе: Ирина Ортман, Олеся Ярославская, Мария Вебер и Наталья Ростова. 13 декабря песня появилась в сети. Автором композиции выступила Алёна Мельник, её релиз состоялся на лейбле «Первое музыкальное издательство».
В составе Ирина Ортман, Олеся Ярославская, Мария Вебер и Наталья Ростова группа начала свою деятельность и стала появляться в эфире радио и ТВ. В 2021 году группа выступила на Муз-ТВ (Золотые хиты) с песней  «Самый-самый». 27 декабря того же года состоялась премьера обновлённой версии песни «Сто свечей», изначально вышедшей в альбоме «Самый-самый» (2005).
22 апреля 2022 года состоялась премьера песни «Пропади всё пропадом».

## Составы
| Период                              | Состав       | Состав               | Состав             | Состав            | Состав                    |
| ----------------------------------- | ------------ | -------------------- | ------------------ | ----------------- | ------------------------- |
| 2004                                | Ирина Ортман | Мария Вебер          | Анастасия Крайнова | Олеся Ярославская | Софья Кузьмина            |
| 2004 — 2006                         | Ирина Ортман | Мария Вебер          | Анастасия Крайнова | Олеся Ярославская | нет участия               |
| 2006                                | Ирина Ортман |                      | Анастасия Крайнова | Олеся Ярославская | нет участия               |
| Аделина Шарипова                    | Ирина Ортман |                      | Анастасия Крайнова | Олеся Ярославская | нет участия               |
| 2006 — 2007                         | Ирина Ортман | Сабрина Гаджикаибова | Анастасия Крайнова | Олеся Ярославская | нет участия               |
| 2008                                | Ирина Ортман | Мария Вебер          | Анастасия Крайнова | нет участия       | Наталья Ростова (Пыженко) |
| 2009 — 2010                         | Ирина Ортман | Мария Вебер          | Анастасия Крайнова | Олеся Ярославская | Наталья Ростова (Пыженко) |
| 2010 — 2012; 2019 — настоящее время | Ирина Ортман | Мария Вебер          | нет участия        | Олеся Ярославская | Наталья Ростова (Пыженко) |

## Солистки
| Солистка                  | Годы пребывания                            | Снято клипов | Выпущено альбомов | Заменила                                         | Причина ухода |
| ------------------------- | ------------------------------------------ | ------------ | ----------------- | ------------------------------------------------ | --- |
| Мария Вебер               | 2004—2006; 2007—2012; 2019—настоящее время | 6            | 2                 | Аделина Шарипова                                 | 1. Отношения с Парвизом Ясиновым и беременность. В 2007 году вернулась в коллектив 2. Распад группы. В 2019 году вернулась в коллектив |
| Анастасия Крайнова        | 2004—2010                                  | 6            | 2                 | —                                                | Желание петь сольно |
| Олеся Ярославская         | 2004—2008; 2009—2012; 2019—настоящее время | 6            | 2                 | Наталья Ростова (Пыженко)                        | 1. Отношения с Андреем Кузичевым и беременность. В 2009 году вернулась в коллектив 2. Распад группы. В 2019 году вернулась в коллектив |
| Ирина Ортман              | 2004—2012; 2019—настоящее время            | 6            | 2                 |                                                  | Распад группы. В 2019 году вернулась в коллектив                                                                                       |
| Аделина Шарипова          | 2006                                       | 1            |                   | Сабрина Гаджикаибова                             | Увольнение из-за конфликтов с продюсерами и остальными участницами                                                                     |
| Сабрина Гаджикаибова      | 2006—2007                                  | 2            | Мария Вебер       | Возвращение Марии Вебер                          | |
| Наталья Ростова (Пыженко) | 2008—2012; 2019—настоящее время            |              | —                 | Распад группы. В 2019 году вернулась в коллектив | |

## Дискография
| Год выхода | Название    | Участники записи |
| ---------- | ----------- | --- |
| 2005       | Самый-самый | Ирина Ортман, Мария Вебер, Анастасия Крайнова, Олеся Ярославская                                                                           |
| 2007       | Капучино    | Ирина Ортман, Мария Вебер (также ей были перепеты партии Аделины Шариповой и Сабрины Гаджикаибовой), Анастасия Крайнова, Олеся Ярославская |

## Видеография
| Год  | Клип                        | Режиссёр           | Состав                                                                               | Альбом       |
| ---- | --------------------------- | ------------------ | ------------------------------------------------------------------------------------ | ------------ |
| 2004 | Самый, самый                | Наталья Погоничева | Ирина Ортман, Мария Вебер, Анастасия Крайнова, Леся Ярославская                      | Самый, самый |
| 2005 | Я люблю его                 | Игорь Бурлов       | Ирина Ортман, Мария Вебер, Анастасия Крайнова, Леся Ярославская                      | Самый, самый |
| 2005 | Горький шоколад (feat. КГБ) | Максим Рожков      | Ирина Ортман, Мария Вебер, Анастасия Крайнова, Леся Ярославская                      | Капучино     |
| 2006 | Сама по себе                | Максим Рожков      | Ирина Ортман, Маша Вебер, Анастасия Крайнова, Леся Ярославская, Аделина Шарипова     | Капучино     |
| 2006 | Сто свечей                  | Игорь Бурлов       | Ирина Ортман, Маша Вебер, Анастасия Крайнова, Леся Ярославская, Сабрина Гаджикаибова | Самый, самый |
| 2007 | Чашка капучино              | Владилен Разгулин  | Ирина Ортман, Маша Вебер, Анастасия Крайнова, Леся Ярославская, Сабрина Гаджикаибова | Капучино     |
| 2022 | Пропади все пропадом        | Маша Куликова      | Ирина Ортман, Мария Вебер, Леся Ярославская, Наталья Ростова                         | -            |